# Højrebreds-Ukraine
Højrebreds-Ukraine (ukrainsk: Правобережна Україна, Pravoberezhna Ukrayina; russisk: Правобережная Украина, Pravoberezhnaya Ukraina; polsk: Prawobrzeżna Ukraina, slovakisk: Pravobrežná Ukrajina, ungarsk: Jobb parti Ukrajna) er et historisk og territorialt navn for en del af det moderne Ukraine på højre (vest) flodbred af Dnepr-floden, svarende til de moderne oblaster i Vinnitsja, Zjytomyr, Kirovohrad samt de vestlige dele af Kiev og Tjerkasy oblast. Det blev adskilt fra venstre bred under ruinen.
Højrebreds-Ukraine grænser op til de historiske regioner Volhynien og Podolienmod vest, Moldavien mod sydvest, Jedisan og Zaporozhia mod syd, venstre bred Ukraine mod øst og Polesien mod nord.
Regionens hovedbyer omfatter Tjerkasy, Kropyvnytskyj, Bila Tserkva, Zjytomyr og Oleksandrija.

## Historie
Historien om Ukraines højre og venstre bred er tæt forbundet med Khmelnytsky-oprøret i 1648-57. Området var en del af det Den polsk-litauiske realunion under Huset Vasa indtil den den polsk-russiske krig  udløst af Khmelnytskys Perejaslav-traktaten fra  1654, med Muscovy-alliancen. Efter den 13 år lange  konflikt overtog det sejrrige Zar-Rusland Ukraine på venstre bred, sammen med byen Kyiv i 1667 efter Andrusovo-traktaten. I mellemtiden forblev Højrebreds-Ukraine i realunionen indtil Polens deling i slutningen af det 18. århundrede. Som en del af Lillepolske provins i Kongeriget Polens krone blev den opdelt i to voivodskaber: Kiev og Bracław. I 1669 tillod Hetman Petro Doroshenko Højrebreds-Ukraine at være en del af det osmanniske imperium. Det sydligste Podolien på Ukraines højre bred blev invaderet af osmanner i 1672. Efter de kristne magters sejr i 1683 i slaget ved Wien, returnerede Karlowitz-traktaten i 1699 disse lande til Den polsk-litauiske realunion. I løbet af 1700-tallet fandt to kosakopstande sted. I 1793 blev Højrebreds-Ukraine annekteret af det russiske imperium i Polens anden deling, og blev en del af guberniya (guvernementet) i Lille Rusland.
I det 19. århundrede var befolkningen i Højrebreds-Ukraine hovedsagedligt ukrainsk, men det meste af jorden var ejet af den polske eller poloniserede ukrainske adel. Mange af byerne og landsbyerne tilhørte Det jødiske bosættelsesområde i Zar-Rusland og havde en betydelig jødisk befolkning, mens den polsktalende adel for det meste var romersk-katolske. De fleste af bønderne blev først græsk-katolske i det 18. århundrede, og efter delingerne af Polen konverterede de stort set til ortodoksi længe før De unerede kirker's afskaffelse i 1839. Højrebreds-Ukraine blev efterfølgende opdelt i fire provinser (guberniyas), hver med sin egen administration: Kiev, Volhynia, Kherson og Podolia.

## Hetmans (1685–1699)
- 1684 – 1689 Andriy Mohyla
- 1689 – 1692 Hryshko Ivanovych
- 1693 – 1699 Samiylo Samus